# Bab El Assa
Bab El Assa (în arabă باب العسة) este o comună din provincia Tlemcen, Algeria.
Populația comunei este de 10.147 de locuitori (2008).